# Стрикинг

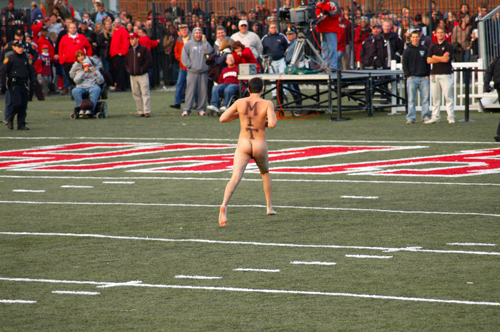
Стрикер в Кембридже, США, 2006 год.

Стрикинг (англ. streaking) — распространённая разновидность хулиганства, заключающаяся в выбегании нагишом на арену в местах большого скопления людей (стадион, парк, площадь) в ходе разного рода массовых мероприятий (спортивных, общественных, культурных). Это делается в качестве шутки, вызова или формы протеста, а также просто с целью «засветиться» в кадре.

## Этимология
Данное слово (понятие) стало использоваться в его современном значении с 1960-х годов. До этого streaking означало: «идти быстро, спешить, бежать на полной скорости» — и было производным от слова streek: «идти быстро».

## История
Историческими предшественниками современных стрикеров являются неоадамиты, которые путешествовали обнажёнными по городам и деревням средневековой Европы, в частности таким человеком был квакер XVII века Соломон Экклс, который ходил обнажённым по лондонскому Сити. В июле 1799 года в лондонском особняке был арестован мужчина, который подтвердил, что принял пари в 10 гиней, чтобы пробежать голым из Корнхилла в Чипсайд. Главным законом, действовавшим против этого явления в Англии и Уэльсе, оставался закон о бродяжничестве XVI века, наказанием за которое была порка. В начале 1970-х годов британские и ирландские власти подвергали стрикеров штрафам в размере от 10 до 50 фунтов стерлингов. Правонарушения при этом обычно были незначительными, например, нарушение правил распорядка парка.
Первый зарегистрированный случай стрикинга в исполнении студента колледжа в Соединённых Штатах произошёл в 1804 году в Вашингтонском колледже (ныне Университет Вашингтона и Ли), когда некоего Джорджа Уильяма Крампа арестовали за то, что он бегал голышом через Лексингтон, штат Виргиния, где располагался колледж. За это он был отстранён от участия в академической сессии, но позже стал конгрессменом США.

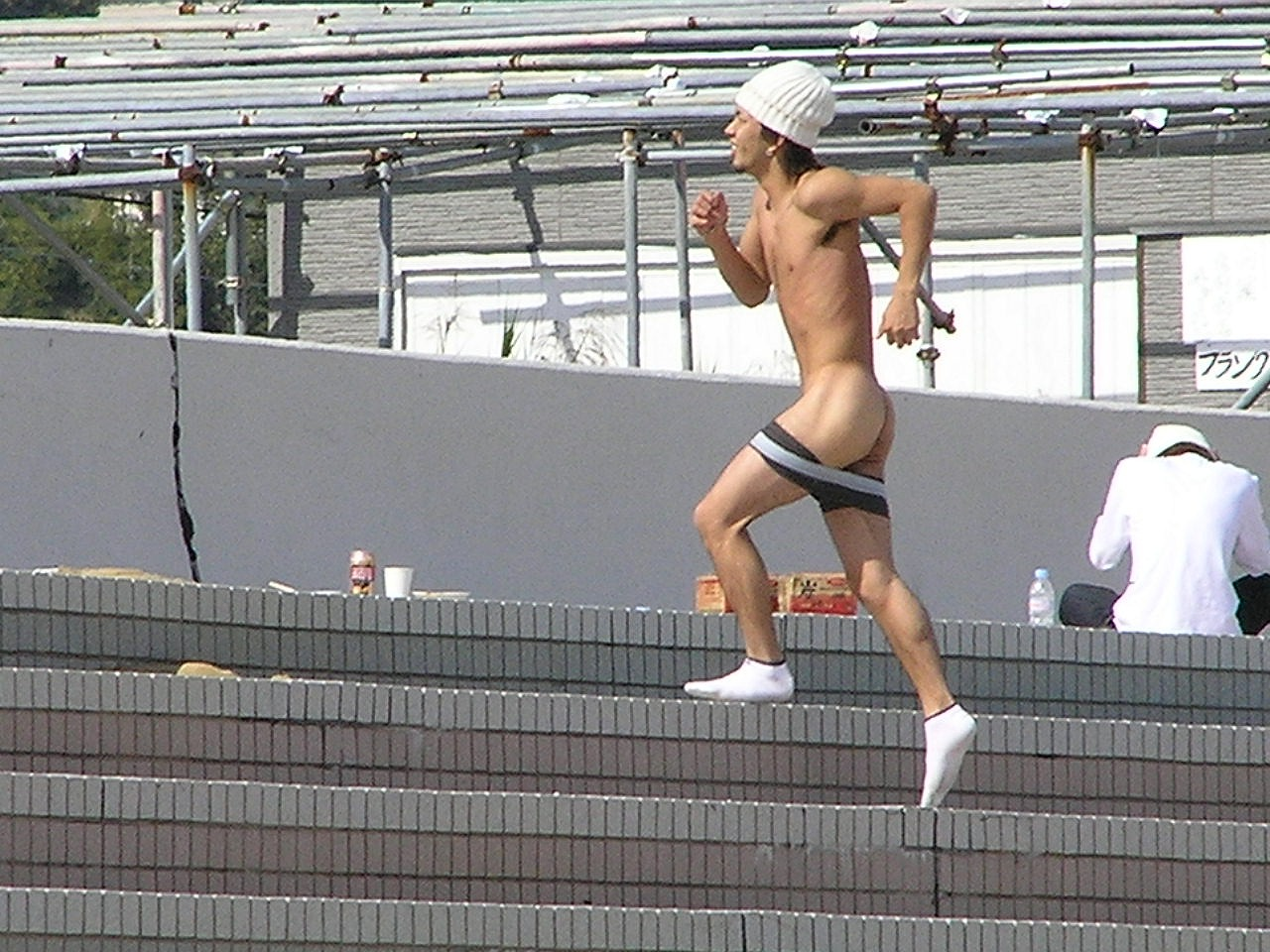
Стрикинг в Японии

В июне 1973 года американская пресса сообщила о стрикинг-тенденции в Мичиганском государственном университете. В декабре 1973 года журнал Time назвал это явление «растущей причудой в районе Лос-Анджелеса», которая «завоёвывала популярность среди студентов колледжей и других групп». В 1974 году пресса стала называть это явление эпидемией (streaking epidemic). В этом же году несколько американцев перенесли стрикинг в Японию, где в произошла серия подобных инцидентов. Популярность стрикинга в тот период была связана как с сексуальной революцией, так и с протестами в университетских городках в конце 1960-х — начале 1970-х годов.
Позднее большую известность получил британец Марк Робертс, совершивший множество выбеганий на различных спортивных и светских мероприятиях в разных странах.
По прошествии лет, явление обнаженного хулиганства не ослабевает, а даже нарастает, особенно в освещении спортивных соревнований, где больша́я зрительская аудитория находится на спортивных объектах, ещё бо́льшая — у телевизионных экранов. С целью снижения внимания публики, наблюдающей за спортивными мероприятиями у экранов телевизоров и мобильных гаджетов, операторы телетрансляций стараются не показывать стрикеров, которые хотят «засветиться» в кадре. Не менее распространен этот вид хулиганства при освещении политических событий, к которым также приковано большое количество зрителей.
Как социальное явление, стрикинг представлен в популярной культуре: в прозе (новелла «Confessions of a Flash Artist»), музыке (песня The Streak, сингл «Naked Runner»), видеоклипах, комиксах (Peanuts) и играх (аркадная игра Streaking).